# جوديث كاري
جوديث كاري (بالإنجليزية: Judith Curry)‏ (و. 1953  م) هي عالمة الأرض، وأستاذة جامعية أمريكية.

## التعليم
تعلمت في جامعة شيكاغو، وجامعة شمال إلينوي.